# Karl Hecker (Architekt)
Karl Hecker, auch Carl Hecker (* 1858; † 1939), war ein deutscher Architekt.

## Leben
Hecker gewann 1890 einen Architekturwettbewerb um den Bau des Kunstgewerbemuseums Düsseldorf, den der Central-Gewerbe-Verein für Rheinland, Westfalen und benachbarte Bezirke Ende 1889 ausgeschrieben hatte. Mit Franz Deckers gründete er bald das Büro Deckers & Hecker.
Hecker war Mitglied des Architekten- und Ingenieurvereins Düsseldorf und des Bundes Deutscher Architekten.